# Margaretha van Male
Margaretha van Male (Kasteel van Male (bij Brugge) gedoopt 13 april 1350 — Atrecht, 16 of 21 maart 1405) was hertogin van Bourgondië (1357-1361, 1369-1405) door haar huwelijk met Filips de Stoute. In eigen naam was ze ook gravin van Bourgondië, Vlaanderen, Nevers, Rethel en Artesië (1384-1405) en hertogin van Brabant en Limburg (1404-1405).

## Huwelijkspolitiek
Ze was de enige dochter en erfgename van Lodewijk van Male, graaf van Vlaanderen, en Margaretha van Brabant. Door haar huwelijk met Filips de Stoute werd ze de stammoeder van de (tweede) hertogelijke Valois-dynastie van Bourgondië en op die manier ook van de dynastie der Spaanse en Oostenrijkse Habsburgers.
Ze was herhaaldelijk de speelbal van de huwelijkspolitiek van haar ouders en familieleden.
- In 1356 - ze was toen zes jaar - werd ze door haar vader uitgehuwelijkt aan haar achterneef Filips van Rouvres, hertog van Bourgondië en graaf van Artesië en de Franche-Comté.
- Na diens vroegtijdige dood door de builenpest (21 november 1361) verliet ze Bourgondië en trok ze terug naar Vlaanderen. Graaf Lodewijk van Male sloot in 1364 een overeenkomst met koning Eduard III van Engeland, dat zijn dochter Margaretha zou huwen met diens vijfde zoon, Edmond, graaf van Cambridge. Deze huwelijksplannen wekten echter wantrouwen bij de hertog van Brabant, de graaf van Henegouwen en vooral bij koning Karel V van Frankrijk. Op aandringen van deze laatste uitte paus Urbanus V zijn bezwaren tegen deze verbintenis, wegens bloedverwantschap (in de vierde graad).
- Lodewijk van Male en zijn moeder, Margaretha van Frankrijk, wisten vervolgens een verbintenis tot stand te brengen met Filips de Stoute, hertog van Bourgondië en jongere broer van de Franse koning Karel V. Na lang aarzelen stemde de koning toe in de voorwaarden, die onder meer voorzagen in de teruggave van Rijsels-Vlaanderen. Het huwelijk werd te Gent gesloten op 19 juni 1369 in de kerk van de Sint-Baafsabdij. Dat er aan de grootse 'Bourgondische' feestelijkheden een stevig prijskaartje hing, kon Filips niet deren; via zijn echtgenote was hij nu erfgenaam van het graafschap Vlaanderen, in die dagen het meest welvarende gebied in Europa, en als zodanig was hij de machtigste vorst van de christenheid. Zelfs schoonvader Lodewijk keek met welbehagen toe; de transactie had zijn schatkist ten slotte honderdduizend ponden zwaarder gemaakt.

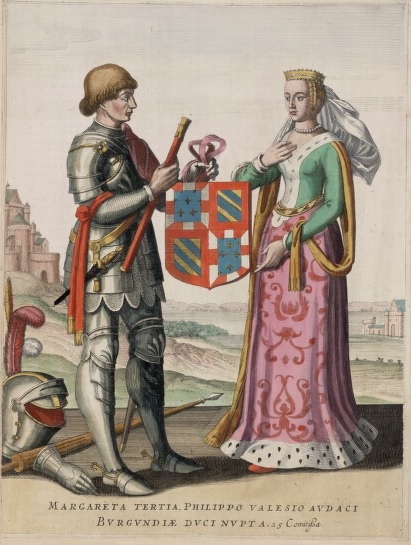
Gravin Margaretha met haar echtgenoot Filips de Stoute (afbeelding uit Flandria illustrata, 1641)

In 1396 kreeg Margaretha van haar hoogbejaarde tante Johanna van Brabant het hertogdom Brabant toegewezen. De bezorgde Staten van Brabant konden met deze overeenkomst aanvankelijk geen genoegen nemen, maar moesten uiteindelijk wel aanvaarden dat haar tweede zoon Anton van Bourgondië als opvolger van hertogin Johanna werd aangesteld. Toen Margaretha in 1405 overleed volgde haar oudste zoon Jan zonder Vrees haar op als graaf van Vlaanderen.
Margaretha van Male bezat niet de gave van de schoonheid, maar haar echtgenoot hield van haar en koesterde haar met geschenkjes, juwelen en bosjes bloemen (margrieten). Hun ineengestrengelde initialen "P & M" liet hij ter versiering overal aanbrengen. Margaretha vervulde herhaaldelijk politieke opdrachten voor haar echtgenoot.

## Nakomelingen
Margaretha schonk haar echtgenoot acht kinderen:
1. Jan zonder Vrees, (1371-1419)
2. Karel, (1372-1373)
3. Margaretha van Bourgondië, (1374-1441), gehuwd in 1385 met graaf Willem VI van Holland
4. Catharina van Bourgondië, (1378-1425), gehuwd in 1393 met Leopold IV van Habsburg.
5. Bonne (1379-1399)
6. Maria van Bourgondië, (1380-1428), gehuwd in 1401 met Amadeus VIII van Savoye
7. Anton van Bourgondië, (1384-1415)
8. Filips van Nevers, (1389-1415)

## Margaretha in de literatuur
Margaretha is de hoofdfiguur van de meermaals bekroonde roman Jonkvrouw van Jean-Claude van Rijckeghem en Pat van Beirs. De roman beschrijft de jeugd van Margaretha in en rond het kasteel van Male met zin voor authenticiteit. De roman is fictie, maar heel wat gebeurtenissen uit het vroege leven van de gravin (zoals haar huwelijk met Filips van Rouvres, haar verloving met Edmond) zijn in de roman dramatisch verwerkt.

## Voorouders
| Margaretha van Male (1350-1405) | Vader: Lodewijk van Male (1330-1384)       | Grootvader: Lodewijk I van Vlaanderen (1304-1346) | Overgrootvader: Lodewijk I van Nevers (?-1322)         |
| Margaretha van Male (1350-1405) | Vader: Lodewijk van Male (1330-1384)       | Grootvader: Lodewijk I van Vlaanderen (1304-1346) | Overgrootmoeder: Johanna van Rethel (?-1328)           |
| Margaretha van Male (1350-1405) | Vader: Lodewijk van Male (1330-1384)       | Grootmoeder: Margaretha van Frankrijk (1310-1382) | Overgrootvader: Filips V van Frankrijk (1293-1322)     |
| Margaretha van Male (1350-1405) | Vader: Lodewijk van Male (1330-1384)       | Grootmoeder: Margaretha van Frankrijk (1310-1382) | Overgrootmoeder: Johanna II van Bourgondië (1291-1330) |
| Margaretha van Male (1350-1405) | Moeder: Margaretha van Brabant (1323-1380) | Grootvader: Jan III van Brabant (1300-1355)       | Overgrootvader: Jan II van Brabant (1275-1312)         |
| Margaretha van Male (1350-1405) | Moeder: Margaretha van Brabant (1323-1380) | Grootvader: Jan III van Brabant (1300-1355)       | Overgrootmoeder: Margaretha van Engeland (1275-1333)   |
| Margaretha van Male (1350-1405) | Moeder: Margaretha van Brabant (1323-1380) | Grootmoeder: Maria van Évreux (1303-1335)         | Overgrootvader: Lodewijk van Évreux (1276-1319)        |
| Margaretha van Male (1350-1405) | Moeder: Margaretha van Brabant (1323-1380) | Grootmoeder: Maria van Évreux (1303-1335)         | Overgrootmoeder: Margaretha van Artesië (1285-1311)    |